# Парсонс, Альберт
Альберт Ричард Парсонс (англ. Albert Richard Parsons; 20 июня 1848 — 11 ноября 1887) — один из первых американских социалистов, редактор анархистской газеты, оратор и профсоюзный активист. Со своей женой Люси Парсонс отстаивал права рабочих. Редактировал газету «Аларм». Был одним из четырех анархистов, повешенных после взрыва бомбы во время событий, известных как «бунт на Хеймаркет».

## Биография

### Ранние годы
Родился 20 июня 1848 года в Монтгомери, штат Алабама; один из десяти детей владельца фабрики по производству обуви.
Утверждал, что «первая семья Парсонсов» прибыла в залив Наррагансетт на территории нынешнего штата Род-Айленд в 1632 году. Один из родственников со стороны матери был с Джорджем Вашингтоном во время американской революции и сражался в битве при Брендивайне. Среди предков Парсонса был генерал-майор Сэмюэль Холден Парсонс из Массачусетса, а также капитан Парсонс, участника битве при Банкер-Хилле.
Родители Альберта умерли, когда он был маленьким; мальчика воспитывал старший брату Уильям Генри Парсонс (1826—1907),, владелец небольшой газеты Tyler Telegraph в Тайлере, штат Техас. В середине 1850-х годов семья переехала из Тайлера в графство Джонсон и три года жила на границе с Мексикой.
В 1859 году, в возрасте 11 лет, Альберт покинул дом своего брата и переехал к сестре в Уэйко, штат Техас. После окончания начальной школы поступил учеником в газету Galveston Daily News.
С началом Гражданской войны записался добровольцем на стороне Конфедеративных Штатов Америки в нерегулярном подразделении, известном как Lone Star Greys.
После войны вернулся в Уэйко, штат Техас, и обменял своего мула на 40 акров (161 874,2568800000 м2) кукурузы на корню. С помощью бывших рабов собрал урожай урожаем и выручил от его продажи сумму, достаточную, чтобы оплатить шестимесячное обучение в университете Уэйко, ныне известном как Бейлор. В 1868 году основал журнал Spectator и был его редактором.
В 1869 году устроился на работу в качестве разъездного корреспондента в газету Houston Daily Telegraph, в это время он познакомился с Люси Эллой Гонсалес. Пара поженилась в 1872 году, и Люси Парсонс позже стала известна как радикальный политический активист.

### Социалистический период (1874—1879)
В Чикаго Парсонс устроился наборщиком в типографии газеты «Чикаго Таймс». В 1875 году вступил в Социал-демократическую партию США (СДП) и посетил 2-й съезд СДП, проходивший в Филадельфии с 4 по 6 июля 1875 года.
В качестве наблюдателя присутствовал на заключительном съезде Национального союза профсоюзов (NLU), состоявшемся в Питтсбурге в апреле 1876 года. На этом съезде NLU разделился; радикальное крыло основало Рабочую партию США, которая вскоре объединилась с Социал-демократической партией, к которой принадлежал Парсонс. Эта организация позже была переименована в Социалистическую рабочую партию Америки (декабрь 1877 года). На 2-м национальном съезде партии в (Аллегейни, штат Пенсильвания, Парсонс был избран одним из двух делегатов от Чикаго.
4 июля 1876 года вступил в Орден рыцарей труда и оставался им до своей смерти. Был редактором англоязычной газеты Socialist.
Осенью 1876 года стал членом городского совета Чикаго от Рабочей партии, получив на выборах шестую часть голосов.
Весной 1877 года Рабочая партия выдвинула список кандидатов в округе Кук, включавшем Чикаго. Организация провела трех своих членов в Законодательное собрание штата Иллинойс и одного в Сенат штата Иллинойс. На этих выборах Парсонс выдвигался на пост секретаря округа Кук и набрал почти 8000 голосов, но избран не был. В течение своей жизни Парсонс трижды баллотировался на пост Чикагского городского олдермена, дважды на пост секретаря совета округа Кук и один раз в Конгресса США.
Парсонс был одним из ведущих ораторов от социалистов в Чикаго 1870-х годов. В 1877 году произошла «Великая железнодорожная забастовка». 21 июля, примерно через неделю после начала забастовки, Парсонса пригласили выступить перед огромной толпой из примерно 30 000 рабочих, собравшихся на митинг на Маркет-стрит в Чикаго. Парсонс произнес речь перед собравшимися от имени Рабочей партии, за что на следующий день был уволен из газеты Times.
После увольнения Парсонс направился в офис ведущей немецкоязычной социалистической газеты Chicagoer Arbeiter-Zeitung. Там его задержали и сопроводили в мэрию Чикаго, где начальник полиции и примерно 30 «выдающихся граждан» города в течение двух часов прорабатывали Парсонса за то, что он «приехал сюда из Техаса подстрекать трудящихся к восстанию». Парсонс отверг эти обвинения заметив, что он призывал рабочих не бастовать, а идти на избирательные участки для избрания своих представителей в органы власти.
Забастовка 1877 года была жестоко подавлена полицией.

### Анархический период (1880—1887)
На рубеже десятилетий Парсонс отказался от участия в публичной политике. В этот период он направил свои усилия на борьбу за установление 8-часового рабочего дня. В январе 1880 года Восьмичасовая лига Чикаго направила Парсонса на национальную конференцию в Вашингтоне, округ Колумбия, которая положила начало национальному движению профсоюзов за установление 8-часового рабочего дня и обеспечение его соблюдение.
В 1881 году, когда количество членов Социалистической рабочей партии резко сократилось, была создана новая организация — Международные революционные социалисты. Парсонс был делегатом учредительного съезда. Два года спустя он также был делегатом съезда в Питтсбурге, на котором была основана анархическая Международная ассоциация трудящихся, организация, в которой он состоял до конца жизни
Осенью 1884 года Парсонс начал издавать в Чикаго еженедельную анархистскую газету The Alarm. Первый номер вышел 4 октября 1884 года тиражом 15 000 экземпляров. Издание представляло собой 4-страничный листок ценой в 5 центов.

В первые месяцы 1886 года прошли массовые забастовки, вынудившие многие отрасли промышленности идти на уступки. Парсонс призвал к борьбе за «восьмичасовую работу с оплатой за десять часов». 1 мая было объявлено днем забастовки за восьмичасовой рабочий день.
1 мая 1886 года Парсонс со своей женой Люси и двумя детьми шел по Мичиган-авеню во главе 80-тысячной первомайской демонстрации в поддержку восьмичасового рабочего дня. В течение следующих нескольких дней к забастовке присоединились 340 тысяч рабочих. Во время первомайской забастовки Парсонс был приглашен в Цинциннати, где забастовало 300 тысяч рабочих. Там он принял участие в массовой демонстрации, возглавляемой членами Союза стрелков Цинциннати.

## Хеймаркет
4 мая Парсонс выступил на митинге на Хеймаркет-сквер в Чикаго. Этот митинг был организован в знак протеста против произошедшего несколькими днями ранее. 1 мая 1886 года, в первый Первомайский день, в Чикаго прошла массовая забастовка в поддержку восьмичасового рабочего дня. 3 мая полиция открыла огонь по бастующим рабочим крупной фабрики McCormick Reaper Works, в результате чего было убито шесть человек. Август Спайс и другие организовали митинг на площади Хеймаркет в знак протеста против действий полиции. На площади была взорвана бомба, в результате чего один полицейский погиб, а другие были ранены. Произошла стрельба, в результате чего 7 человек погибли и многие были ранены.
Никто не знал, кто бросил бомбу. В момент взрыва Парсонс пил пиво в близлежащем баре. Сразу после событий на площади власти задержали семерых подозреваемых. Эти люди были связаны с анархистским движением, и многие считали их пропагандистами радикальных идей, а это означало, что они могли быть вовлечены в заговор. Парсонс избежал ареста и переехал в г. Уокеша, штат Висконсин, где оставался до 21 июня; после этого он сдался, чтобы выразить солидарность со своими товарищами.
Защиту анархистов возглавил юрист Уильям Перкинс Блэк. Свидетели показали, что ни один из восьми человек не бросал бомбу. Однако все были признаны виновными, и только Оскар Нибе был приговорен к 15 годам лишения свободы, а остальные приговорены к смертной казни. Сэмюэл Филден и Майкл Шваб попросили о помиловании и 10 ноября 1887 года их приговоры были заменены на пожизненное заключение губернатором Ричардом Джеймсом Оглсби. Трое других были помилованы губернатором штата Иллинойс Джоном Альтгельда, и вскоре вышли на свободу.
10 ноября 1887 года, осужденный Луи Лингг покончил с собой в тюремной камере с помощью детонатора, спрятанного в сигаре. На следующий день Парсонс, Август Спис, Адольф Фишер и Джордж Энгель были казнены через повешение.
Скорее всего, приговор Парсонсу можно было заменить пожизненным заключением, но он отказался написать письмо о помиловании губернатору, поскольку это было бы признанием вины

## Наследие
Парсонс был похоронен на кладбище Вальдхайм на участке отмеченном памятником мученикам Хеймаркет. Жена Парсонса, Люси Парсонс, также занималась политикой. Она была феминисткой, журналисткой и профсоюзным лидером, а также одной из основательниц организации Industrial Workers of the World.

### Комментарии
1. ↑  Повсеместная коррупция избирательной системы и стремление работодателей усмирить рабочих привели Парсонса к анархизму[8].